# Соф'ян Бендебка
Соф'ян Бендебка (фр. Sofiane Bendebka, нар. 9 серпня 1992) — алжирський футболіст, півзахисник, захисник клубу «Хуссейн Дей».
Виступав, зокрема, за клуб «Хуссейн Дей», а також національну збірну Алжиру.

## Клубна кар'єра
У дорослому футболі дебютував 2011 року виступами за команду клубу «Хуссейн Дей», кольори якої захищає й донині.

## Виступи за збірні
У 2016 році захищає кольори олімпійської збірної Алжиру. У складі збірної — учасник  футбольного турніру на Олімпійських іграх 2016 року у Ріо-де-Жанейро.
2016 року дебютував в офіційних матчах у складі національної збірної Алжиру. Наразі провів у формі головної команди країни 1 матч.

## Титули і досягнення
- Переможець Кубка арабських націй: 2021